# Bon-y-maen
Bon-y-maen, également orthographié Bonymaen (en anglais) ou Bôn-y-maen (en gallois) est un village et une communauté de la cité et comté de Swansea, au pays de Galles.

## Géographie
Bon-y-maen est situé à 2,5 km au nord-est du centre-ville de Swansea.

## Démographie
Au recensement de 2011, la communauté de Bon-y-maen comptait 6 857 habitants.